# لودفيغسلوست
لودويغزلوست (بالألمانية: Ludwigslust) هي بلدة ألمانية تقع في ألمانيا في مكلنبورغ فوربومرن. يقدر عدد سكانها بـ 12,815 نسمة .

## المدن التوأمة
مدن آرنسبورغ وموسكاتاين (آيوا) هي مدن توأمة لـلودويغزلوست.

## أعلام
- آرثر د. نيكلسون
- ليوبولد أوقست أبيل
- يوهان ليوبولد أبيل
- أكسل هوسمان
- أندرياس زاولو
- فريدرش فرانز الثالث، دوق مكلنبورغ-شفيرين الأكبر
- هانس كالي
- باستيان راينهارت
- ليونتينه فون فينترفيلد بلاتن